# (22833) Scottyu
(22833) Scottyu est un astéroïde de la ceinture principale d'astéroïdes.

## Description
(22833) Scottyu est un astéroïde de la ceinture principale d'astéroïdes. Il fut découvert le 7 septembre 1999 à Socorro (Nouveau-Mexique) par le projet LINEAR. Il présente une orbite caractérisée par un demi-grand axe de 2,23 UA, une excentricité de 0,06 et une inclinaison de 4,7° par rapport à l'écliptique.

## Compléments